# Yvette Basting
Yvette Basting (Breda, 8 juni 1977) is een voormalig tennisspeelster uit Nederland. Basting begon met tennis toen zij vier jaar oud was. Haar favoriete ondergrond is hardcourt. Zij speelt rechtshandig en heeft een tweehandige backhand. Zij was actief in het internationale tennis van 1992 tot in 2002.

## Loopbaan

### Enkelspel
Basting debuteerde in 1992 op het ITF-toernooi van Velp (Nederland). Zij stond in 1993 voor het eerst in een finale, op datzelfde ITF-toernooi van Velp – hier veroverde zij haar eerste titel, door de Tsjechische Lenka Němečková te verslaan. In totaal won zij acht ITF-titels, de laatste in 2000 in Naples (VS).
In 1995 speelde Basting voor het eerst op een WTA-hoofdtoernooi, op het toernooi van Jakarta. Twee weken later had zij haar grandslamdebuut op het Australian Open, waar zij weliswaar net niet slaagde voor het kwalificatietoernooi maar alsnog als lucky loser tot het hoofdtoernooi werd toegelaten. Haar beste resultaat op de WTA-toernooien is het bereiken van de tweede ronde op het toernooi van Oklahoma in 1995.
Haar beste resultaat op de grandslamtoernooien is het bereiken van de tweede ronde op Wimbledon 2000. Haar hoogste notering op de WTA-ranglijst is de 92e plaats, die zij behaalde in maart 2001 na het bereiken van de finale van het ITF-toernooi van Minneapolis – zij verloor weliswaar deze enkelspelfinale, maar won wel die in het dubbelspel.

### Dubbelspel
Basting was in het dubbelspel minder actief dan in het enkelspel. Zij debuteerde in 1992 op het ITF-toernooi van Velp (Nederland), samen met landgenote Amanda Hopmans. Zij stond in 1993 voor het eerst in een finale, op het ITF-toernooi van Horb am Neckar (Duitsland), samen met landgenote Annemarie Mikkers – hier veroverde zij haar eerste titel, door het duo Lorena Rodriguez en Katrina Saarinen te verslaan. In totaal won zij negen ITF-titels, de laatste in 2001 in Minneapolis (VS) waar zij ook in het enkelspel de finale bereikte.
In 1995 speelde Basting voor het eerst op een WTA-hoofdtoernooi, op het toernooi van Jakarta, samen met de Tsjechische Ludmila Richterová. Later dat jaar had zij haar grandslamdebuut op Wimbledon – samen met landgenote Petra Kamstra had zij zich door het kwalificatietoernooi geslagen en zich een plek in de hoofdtabel veroverd.
Haar beste resultaat op de grandslamtoernooien is het bereiken van de tweede ronde, op het Australian Open 2001 met de Sloveense Katarina Srebotnik aan haar zijde. Haar hoogste notering op de WTA-ranglijst is de 106e plaats, die zij bereikte in mei 2001.

### Na de actieve carrière
Sinds januari 2017 geeft Yvette Basting tennistraining in Oosterhout.

## Posities op deWTA-ranglijst
Positie per einde seizoen:
| jaar | rang enkelspel | rang dubbelspel |
| ---- | -------------- | --------------- |
| 1993 | 437            | 504             |
| 1994 | 163            | 419             |
| 1995 | 210            | 141             |
| 1996 | 666            | 518             |
| 1997 | 387            | 367             |
| 1998 | 314            | 299             |
| 1999 | 280            | 360             |
| 2000 | 123            | 170             |
| 2001 | 190            | 153             |
| 2002 | 1119           | 910             |

## Palmares

### Gewonnen ITF-toernooien enkelspel
| nr. | finale     | toernooi       | dotatie | ondergrond    | tegenstandster in finale | score         |
| --- | ---------- | -------------- | ------- | ------------- | ------------------------ | ------------- |
| 1.  | 1993-07-04 | Velp           | $10.000 | gravel        | Lenka Němečková          | 6-0, 7-5      |
| 2.  | 1993-08-29 | Horb am Neckar | $10.000 | gravel        | Monika Kratochvílová     | 6-1, 7-6      |
| 3.  | 1994-10-23 | Flensburg      | $25.000 | tapijt (i)    | Kim de Weille            | 4-6, 7-5, 6-0 |
| 4.  | 1994-10-30 | Poitiers       | $25.000 | hardcourt (i) | Kim de Weille            | 6-1, 5-7, 6-4 |
| 5.  | 1998-06-28 | Velp           | $10.000 | gravel        | Andrea van den Hurk      | 6-1, 5-7, 6-2 |
| 6.  | 1999-11-07 | Jaffa          | $25.000 | hardcourt     | Francesca Schiavone      | 6-3, 6-4      |
| 7.  | 2000-07-30 | Pamplona       | $25.000 | hardcourt     | Anastasia Rodionova      | 6-4, 6-1      |
| 8.  | 2000-11-19 | Naples         | $50.000 | gravel        | Catalina Castaño         | 4-0, 4-1, 4-2 |

### Gewonnen ITF-toernooien dubbelspel
| nr. | finale     | toernooi       | dotatie | ondergrond    | partner                | tegenstandsters in finale         | score         |
| --- | ---------- | -------------- | ------- | ------------- | ---------------------- | --------------------------------- | ------------- |
| 1.  | 1993-08-29 | Horb am Neckar | $10.000 | gravel        | Annemarie Mikkers      | Lorena Rodriguez Katrina Saarinen | 4-6, 7-5, 7-5 |
| 2.  | 1995-10-22 | Flensburg      | $25.000 | tapijt (i)    | Olena Tatarkova        | Sandra Klösel Amélie Mauresmo     | 6-4, 2-6, 6-2 |
| 3.  | 1997-07-05 | Hoorn          | $10.000 | gravel        | Simona Galiková        | Kim Kilsdonk Jolanda Mens         | 1-6, 6-1, 4-6 |
| 4.  | 1998-04-26 | Gelos          | $10.000 | gravel        | Emmanuelle Curutchet   | Justine Henin Aurélie Védy        | 0-6, 7-6, 7-5 |
| 5.  | 1998-07-05 | Alkmaar        | $10.000 | gravel        | Henriëtte van Aalderen | Carlijn Buis Andrea van den Hurk  | 6-0, 6-1      |
| 6.  | 2000-07-30 | Pamplona       | $25.000 | hardcourt     | Mia Buric              | Leanne Baker Mariana Mesa         | 6-2, 6-0      |
| 7.  | 2000-10-15 | Poitiers       | $75.000 | hardcourt (i) | Katalin Marosi         | Petra Mandula Patricia Wartusch   | 7-6, 6-1      |
| 8.  | 2001-02-18 | Midland        | $75.000 | hardcourt (i) | Olena Tatarkova        | Jennifer Hopkins Petra Rampre     | 3-6, 7-6, 6-4 |
| 9.  | 2001-03-04 | Minneapolis    | $50.000 | hardcourt (i) | Olena Tatarkova        | Laurence Courtois Alicia Molik    | 7-5, 7-6      |

## Resultaten grandslamtoernooien
| Legenda | Legenda                          |
| ------- | -------------------------------- |
| g.t.    | geen toernooi gehouden           |
| l.c.    | lagere categorie                 |
| –       | niet deelgenomen                 |
| G       | uitgeschakeld in de groepsfase   |
| 1R      | uitgeschakeld in de eerste ronde |
| 2R      | uitgeschakeld in de tweede ronde |
| 3R      | uitgeschakeld in de derde ronde  |
| 4R      | uitgeschakeld in de vierde ronde |
| KF      | uitgeschakeld in de kwartfinale  |
| HF      | uitgeschakeld in de halve finale |
| F       | de finale verloren               |
| W       | het toernooi gewonnen            |
| w-v     | winst/verlies-balans             |

### Enkelspel
| toernooi        | 1995 |    | 2000 | 2001 |
| --------------- | ---- | -- | ---- | ---- |
| Australian Open | 1R   | –  | 1R   |      |
| Roland Garros   | –    | –  | –    |      |
| Wimbledon       | –    | 2R | 1R   |      |
| US Open         | –    | –  | –    |      |

### Vrouwendubbelspel
| toernooi        | 1995 |    | 2001 |
| --------------- | ---- | -- | ---- |
| Australian Open | –    | 2R |      |
| Roland Garros   | –    | –  |      |
| Wimbledon       | 1R   | –  |      |
| US Open         | –    | –  |      |